# Sphaerium maroccanum
Sphaerium maroccanum е вид мида от семейство Sphaeriidae.

## Разпространение и местообитание
Този вид е разпространен в Алжир и Мароко.
Обитава сладководни басейни и реки.